# Armentières-sur-Ourcq
Armentières-sur-Ourcq – miejscowość i gmina we Francji, w regionie Hauts-de-France, w departamencie Aisne.
Według danych na styczeń 2014 roku gminę zamieszkiwały 102 osoby, a gęstość zaludnienia wynosiła 15 osób/km².